# اوریوپینو
اوریوپینو (به لاتین: Uryupino) یک منطقهٔ مسکونی در روسیه است که در سرزمین آلتای واقع شده‌است.